# گاستون فری
گاستون فری (فرانسوی: Gaston Féry‎؛ ۲۴ آوریل ۱۹۰۰ – ۲۹ نوامبر ۱۹۸۵) دونده اهل فرانسه بود.
وی در مسابقات کشوری و بین‌المللی در مجموع برندهٔ ۱ مدال برنز شده‌است.